# John Böie
John Böie (eigentlich Johann Peter Christian Böie; * 8. März 1822 in Altona; † 19. März 1900 ebenda) war ein deutscher Violinist, Komponist und Dirigent.

## Leben und Wirken
John Böie studierte das Violinspiel wie später auch sein jüngerer Bruder Johann Hermann Heinrich (1825–1879), der ebenfalls als Komponist tätig wurde, zunächst in Braunschweig bei Karl Müller, anschließend setzte er seine Musikstudien bei Johann Christian Lobe in Leipzig und bei Louis Spohr in Kassel fort.
Im November 1853 gründete er zusammen mit Wilhelm Hermann Nopitsch die Altonaer Sing-Akademie, deren erster Musikdirektor Böie wurde, dieses Amt übte er bis 1868 aus. In Georg Dietrich Ottens Orchester sowie von 1861 bis 1876 im Orchester der Hamburger Philharmonischen Gesellschaft war Böie Konzertmeister. Nach dem Tod Carl Hafners 1861 leitete Böie dessen Quartett bis 1872. Von 1861 bis 1864 war er als Dirigent der Hamburger Singakademie sowie seit 1874 als Dirigent der Hamburger Liedertafel tätig. Auch dirigierte er seit 1871 für weitere vierzehn Jahre wieder die Altonaer Sing-Akademie. Des Weiteren war Böie als Musiklehrer tätig.
Böie war spätestens seit 1856 mit Johannes Brahms bekannt, am 20. Januar dieses Jahres gaben beide zusammen mit Carl Grädener ein Konzert in Kiel, bei dem sie Brahms’ Klaviertrio (op. 8) aufführten. Am 2. Februar 1856 spielte Brahms bei einem von Böie organisierten Konzert in Altona Beethovens Eroica sowie Bachs Toccata in F-Dur. Die Erstaufführung von Brahms’ Klavierquartett Nr. 1 (op. 25) interpretierte Böie zusammen mit Clara Schumann, F. Breyther und Louis Lee am 16. November 1861 im Kleinen Wörmerschen Saal in Hamburg. Auch als Brahms nach Wien gezogen war, hielt Böie weiterhin freundschaftlichen Kontakt zu ihm.
1849 ehelichte John Böie Eliza Krumbhaar (1818–1862) und seit 1873 war er in zweiter Ehe mit der Sängerin Marie Völckers (* 1836; † 19. Januar 1927 in Bonn) verheiratet.
Böie galt als „trefflicher“ und „vorzüglicher Violinspieler“. Er komponierte hauptsächlich Lieder, die sich großer Beliebtheit erfreuten.

## Werke (Auswahl)
- 6 Lieder. Op. 4. (Lustiger Matrosensang – Noch scheinet hell des Lebens Sonne – Er war als hätt’ der Himmel – John Anderson mein Lieb’ – Ruhig liegen Thal und Höhen – Ich bin ein Musikant). Böhme, Hamburg 1846.
- 6 Lieder. Op. 5. (Schnell bricht die dunkle Nacht herein – Nachtlied – Sommergang in die Heimat – Abschied – Die Winterrose – Vom Berge). Böhme, Hamburg 1846.
- Schön Anni (Es sprach der reiche Bauer). Ballade von Hoffmann v. Fallersleben. Op. 6. Böhme, Hamburg 1846.
- 6 Lieder. Op. 7. (Wenn still mit seinen letzten Flammen – Die Müllerin – Ständchen (Mein Liebchen bist du) – Bleib mein Liebchen – Der verlassene Schiffer (Der Schiffer sitzt im Kahn) – Ständchen (Hüttlein, still und klein)). Böhme, Hamburg 1846.
- 6 Lieder. Op. 8. (Mein Thal – Alpenunschuld – Der Mond in der Fremde – Schweigen ist ein schönes Ding. – Wanderlied – Mein Liebchen). Böhme, Hamburg 1846.
- 6 Gedichte von E. Geibel. Op. 9. (Wenn sich zwei Herzen scheiden – Die stille Wasserose –  Scheiden und Leiden – Spielmanns Lied – Morgenwanderung – Gute Nacht) Böhme, Hamburg 1846.
- 2 Lieder für Bariton (oder Alt). Op. 12. (Ein Sommermorgen – Am Strom). Böhme, Hamburg 1850
- Lieder-Cyclus für tiefe Stimme. Op. 24.  Fritz Schuberth, Hamburg 1857.
- Zwölf Lieder für eine tiefere Singstimme mit Begleitung des Pianoforte. Op. 25. (Letzter Traum – Sternbotschaft – Tönende Liebesgrüße – Überall – Die Bächlein, die fliessen – Mein Herz – Mein Alles – Mein Engel, hüte dein – Trockne Blumen – Jugendglück – Parole – Blumengruss). Fritz Schuberth, Hamburg 1862.